# Máire Hickey
Máire Hickey, OSB (* 7. September 1938 in Dublin; † 23. Februar 2025 in der Kylemore Abbey, Irland), war eine irische Altphilologin und Benediktinerin. Sie war Äbtissin der Benediktinerinnenabtei Sankt Scholastika Burg Dinklage von 1983 bis 2007 und Äbtissin der Benediktinerinnenabtei Kylemore von 2007 bis 2013.

## Leben
Máire Hickey besuchte eine irische Klosterschule und trat der Ordensgemeinschaft bei, jedoch nach kurzem Noviziat wieder aus. Sie studierte ab 1956 Alte Sprachen an verschiedenen englischen Universitäten. Nach ihrer Promotion war sie an der University of Oxford tätig. 1974 trat sie der Ordensgemeinschaft der Benediktinerinnen in der Abtei Sankt Scholastika im niedersächsischen Dinklage ein. 1977 legte sie Profess ab; sechs Jahre später die ewigen Gelübde.
1983 wurde Hickey zur Äbtissin der Benediktinerinnenabtei Sankt Scholastika gewählt; 1995 erfolgte die Wiederwahl. 2007 stellte sie sich aus Altersgründen nicht mehr zur Wahl. Sie lebt seit 2007 in der Kylemore Abbey in Connemara, der ältesten irischen Benediktinerinnenabtei; trotz Ruhestand weiterhin auch hier als Äbtissin.
Máire Hickey war langjährige Vorsitzende der Vereinigung der benediktinischen Frauenklöster im deutschen Sprachgebiet (VBD). Von 1997 bis 2006 war sie die erste Moderatorin der Communio Internationalis Benedictinarum (CIB) und damit in eine Restrukturierung der Benediktinerinnenabteien weltweit eingebunden.
Mit der Teilnahme an einem Sitzstreik der Nonnen im Jahr 1997 zur Verhinderung der Abschiebung einer ukrainischen Familie, die Asyl in der Abtei gefunden hatte, wurde sie bekannt.

## Schriften
- „Echte Benediktinerinnen, wenn auch neue …“ (P. Eugène Vandeur). Benediktinische Aufbrüche in der 1. Hälfte des 20. Jahrhunderts. In: Erbe und Auftrag, Jg. 77 (2001), S. 117–130.
- Frauen in Bewegung. Vertiefung des monastischen Lebens und Glaubens. Vier-Türme-Verlag, Münsterschwarzach 1995, zusammen mit Johanna Domek OSB.
- Selig bist du! Sechs starke Frauen zur Bergpredigt. Vier-Türme-Verlag, Münsterschwarzach 2002, zusammen mit Hubert Luthe.